# Марк Ребес
Марк Ребес (кат. Marc Rebés, нар. 3 липня 1994, Санта-Колома) — андоррський футболіст, захисник клубу «Санта-Колома» і національної збірної Андорри.

## Клубна кар'єра
Народився 3 липня 1994 року в місті Санта-Колома. Вихованець футбольної школи місцевого однойменного клубу. Дорослу футбольну кар'єру розпочав 2012 року в основній команді того ж клубу, в якій провів дев'ять сезонів. 
2021 року провів одну гру за команду п'ятого французького дивізіону «Стад Бокеруа», після чого продовжив виступи на батьківщині, спочатку за «УЕ Санта-Колома», а згодом у складі рідного клубу «Санта-Колома».

## Виступи за збірні
2010 року дебютував у складі юнацької збірної Андорри (U-17), загалом на юнацькому рівні взяв участь у 10 іграх.
Протягом 2013–2016 років залучався до складу молодіжної збірної Андорри. На молодіжному рівні зіграв у 28 офіційних матчах.
2015 року дебютував в офіційних матчах у складі національної збірної Андорри.
| Дата       | Місто                      | Господарі            | Результат | Гості                | Турнір                               | Голи | Примітки  |
| ---------- | -------------------------- | -------------------- | --------- | -------------------- | ------------------------------------ | ---- | --------- |
| 6-6-2015   | Ашоваль                    | Андорра              | 0 – 1     | Екваторіальна Гвінея | товариський матч                     | -    | 58'       |
| 12-6-2015  | Андорра-ла-Велья           | Андорра              | 1 – 3     | Кіпр                 | Відбір до ЧЄ 2016                    | -    | 50' 79'   |
| 3-9-2015   | Хайфа                      | Ізраїль              | 4 – 0     | Андорра              | Відбір до ЧЄ 2016                    | -    | 81'       |
| 6-9-2015   | Зениця                     | Боснія і Герцеговина | 3 – 0     | Андорра              | Відбір до ЧЄ 2016                    | -    | 71'       |
| 10-10-2015 | Андорра-ла-Велья           | Андорра              | 1 – 4     | Бельгія              | Відбір до ЧЄ 2016                    | -    | 12'       |
| 12-11-2015 | Андорра-ла-Велья           | Андорра              | 0 – 1     | Сент-Кіттс і Невіс   | товариський матч                     | -    |           |
| 6-9-2016   | Андорра-ла-Велья           | Андорра              | 0 – 1     | Латвія               | Відбір до ЧС 2018                    | -    | 30'       |
| 7-10-2016  | Авейру (значення)          | Португалія           | 6 – 0     | Андорра              | Відбір до ЧС 2018                    | -    | 70'       |
| 9-6-2017   | Андорра-ла-Велья           | Андорра              | 1 – 0     | Угорщина             | Відбір до ЧС 2018                    | 1    |           |
| 31-8-2017  | Санкт-Галлен               | Швейцарія            | 3 – 0     | Андорра              | Відбір до ЧС 2018                    | -    |           |
| 3-9-2017   | Торсгавн                   | Фарерські острови    | 1 – 0     | Андорра              | Відбір до ЧС 2018                    | -    |           |
| 7-10-2017  | Андорра-ла-Велья           | Андорра              | 0 – 2     | Португалія           | Відбір до ЧС 2018                    | -    |           |
| 10-10-2017 | Рига                       | Латвія               | 4 – 0     | Андорра              | Відбір до ЧС 2018                    | -    |           |
| 21-3-2018  | Ла-Лінеа-де-ла-Консепсьйон | Ліхтенштейн          | 0 – 1     | Андорра              | товариський матч                     | 1    | 48'       |
| 3-6-2018   | Кова-да-Пієдаде            | Андорра              | 0 – 0     | Кабо-Верде           | товариський матч                     | -    |           |
| 18-8-2018  | Гредіг                     | Андорра              | 0 – 0     | ОАЕ                  | товариський матч                     | -    | 89'       |
| 6-9-2018   | Рига                       | Латвія               | 0 – 0     | Андорра              | Ліга націй УЄФА 2018-2019 - 1-й етап | -    |           |
| 10-9-2018  | Андорра-ла-Велья           | Андорра              | 1 – 1     | Казахстан            | Ліга націй УЄФА 2018-2019 - 1-й етап | -    |           |
| 13-10-2018 | Тбілісі                    | Грузія               | 3 – 0     | Андорра              | Ліга націй УЄФА 2018-2019 - 1-й етап | -    | 78'       |
| 16-10-2018 | Астана                     | Казахстан            | 4 – 0     | Андорра              | Ліга націй УЄФА 2018-2019 - 1-й етап | -    | 73'       |
| 15-11-2018 | Андорра-ла-Велья           | Андорра              | 1 – 1     | Грузія               | Ліга націй УЄФА 2018-2019 - 1-й етап | -    | 79'       |
| 22-3-2019  | Андорра-ла-Велья           | Андорра              | 0 – 2     | Ісландія             | Відбір до ЧЄ 2020                    | -    | 82'       |
| 25-3-2019  | Андорра-ла-Велья           | Андорра              | 0 – 3     | Албанія              | Відбір до ЧЄ 2020                    | -    |           |
| 8-6-2019   | Кишинів                    | Молдова              | 1 – 0     | Андорра              | Відбір до ЧЄ 2020                    | -    | 33' 69'   |
| 11-6-2019  | Андорра-ла-Велья           | Андорра              | 0 – 4     | Франція              | Відбір до ЧЄ 2020                    | -    |           |
| 7-9-2019   | Стамбул                    | Туреччина            | 1 – 0     | Андорра              | Відбір до ЧЄ 2020                    | -    |           |
| 10-9-2019  | Сен-Дені                   | Франція              | 3 – 0     | Андорра              | Відбір до ЧЄ 2020                    | -    |           |
| 11-10-2019 | Андорра-ла-Велья           | Андорра              | 1 – 0     | Молдова              | Відбір до ЧЄ 2020                    | -    | 73'       |
| 14-10-2019 | Рейк'явік                  | Ісландія             | 2 – 0     | Андорра              | Відбір до ЧЄ 2020                    | -    | 90+4'     |
| 17-11-2019 | Андорра-ла-Велья           | Андорра              | 0 – 2     | Туреччина            | Відбір до ЧЄ 2020                    | -    |           |
| 3-9-2020   | Рига                       | Латвія               | 0 – 0     | Андорра              | Ліга націй УЄФА 2020-2021 - 1-й етап | -    | 11'       |
| 6-9-2020   | Андорра-ла-Велья           | Андорра              | 0 – 1     | Фарерські острови    | Ліга націй УЄФА 2020-2021 - 1-й етап | -    | 64' 69'   |
| 7-10-2020  | Андорра-ла-Велья           | Андорра              | 1 – 2     | Кабо-Верде           | товариський матч                     | -    | 82'       |
| 13-10-2020 | Торсгавн                   | Фарерські острови    | 2 – 0     | Андорра              | Ліга націй УЄФА 2020-2021 - 1-й етап | -    | 42' 88'   |
| 11-11-2020 | Лісабон                    | Португалія           | 7 – 0     | Андорра              | товариський матч                     | -    |           |
| 14-11-2020 | Та-Калі                    | Мальта               | 3 – 1     | Андорра              | Ліга націй УЄФА 2020-2021 - 1-й етап | 1    | 77'       |
| 17-11-2020 | Андорра-ла-Велья           | Андорра              | 0 – 5     | Латвія               | Ліга націй УЄФА 2020-2021 - 1-й етап | -    |           |
| 25-3-2021  | Андорра-ла-Велья           | Андорра              | 0 – 1     | Албанія              | Відбір до ЧС 2022                    | -    | 25' 79'   |
| 28-3-2021  | Варшава                    | Польща               | 3 – 0     | Андорра              | Відбір до ЧС 2022                    | -    | 87'       |
| 31-3-2021  | Андорра-ла-Велья           | Андорра              | 1 – 4     | Угорщина             | Відбір до ЧС 2022                    | -    |           |
| 3-6-2021   | Андорра-ла-Велья           | Андорра              | 1 – 4     | Ірландія             | товариський матч                     | -    | 72'       |
| 5-9-2021   | Лондон                     | Англія               | 4 – 0     | Андорра              | Відбір до ЧС 2022                    | -    | 45+2'     |
| 9-10-2021  | Андорра-ла-Велья           | Андорра              | 0 – 5     | Англія               | Відбір до ЧС 2022                    | -    | 55'       |
| 12-10-2021 | Серравалле                 | Сан-Марино           | 0 – 3     | Андорра              | Відбір до ЧС 2022                    | -    | 90'       |
| 25-3-2022  | Андорра-ла-Велья           | Андорра              | 1 – 0     | Сент-Кіттс і Невіс   | товариський матч                     | -    | 79'       |
| 28-3-2022  | Андорра-ла-Велья           | Андорра              | 1 – 0     | Гренада              | товариський матч                     | -    | 73'       |
| 3-6-2022   | Рига                       | Латвія               | 3 – 0     | Андорра              | Ліга націй УЄФА 2022-2023 - 1-й етап | -    | 78'       |
| 6-6-2022   | Андорра-ла-Велья           | Андорра              | 0 – 0     | Молдова              | Ліга націй УЄФА 2022-2023 - 1-й етап | -    | 46'       |
| 10-6-2022  | Андорра-ла-Велья           | Андорра              | 2 – 1     | Ліхтенштейн          | Ліга націй УЄФА 2022-2023 - 1-й етап | -    |           |
| 14-6-2022  | Кишинів                    | Молдова              | 2 – 1     | Андорра              | Ліга націй УЄФА 2022-2023 - 1-й етап | -    |           |
| 22-9-2022  | Вадуц                      | Ліхтенштейн          | 0 – 2     | Андорра              | Ліга націй УЄФА 2022-2023 - 1-й етап | -    | 77'       |
| 25-9-2022  | Андорра-ла-Велья           | Андорра              | 1 – 1     | Латвія               | Ліга націй УЄФА 2022-2023 - 1-й етап | -    | 17' 87'   |
| 16-11-2022 | Малага                     | Андорра              | 0 – 1     | Австрія              | товариський матч                     | -    | 67'       |
| 19-11-2022 | Гібралтар                  | Гібралтар            | 1 – 0     | Андорра              | товариський матч                     | -    | 73' 89'   |
| 25-3-2023  | Андорра-ла-Велья           | Андорра              | 0 – 2     | Румунія              | Відбір до ЧЄ 2024                    | -    | 59', 61'  |
| 16-6-2023  | Андорра-ла-Велья           | Андорра              | 1 – 2     | Швейцарія            | Відбір до ЧЄ 2024                    | -    | 64'       |
| 19-6-2023  | Єрусалим                   | Ізраїль              | 2 – 1     | Андорра              | Відбір до ЧЄ 2024                    | -    | 81'       |
| 9-9-2023   | Андорра-ла-Велья           | Андорра              | 0 – 0     | Білорусь             | Відбір до ЧЄ 2024                    | -    | 59' 81'   |
| 12-9-2023  | Сьйон                      | Швейцарія            | 3 – 0     | Андорра              | Відбір до ЧЄ 2024                    | -    |           |
| 12-10-2023 | Андорра-ла-Велья           | Андорра              | 0 – 3     | Косово               | Відбір до ЧЄ 2024                    | -    | 75'       |
| 15-10-2023 | Бухарест                   | Румунія              | 4 – 0     | Андорра              | Відбір до ЧЄ 2024                    | -    | 86'       |
| 18-11-2023 | Будапешт                   | Білорусь             | 1 – 0     | Андорра              | Відбір до ЧЄ 2024                    | -    | 45+1' 66' |
| 21-11-2023 | Андорра-ла-Велья           | Андорра              | 0 – 2     | Ізраїль              | Відбір до ЧЄ 2024                    | -    | 87'       |
| Усього     |                            | Матчів               | 63        |                      | Голів                                | 3    |           |